# Mens van Vitruvius en Vitruviusman

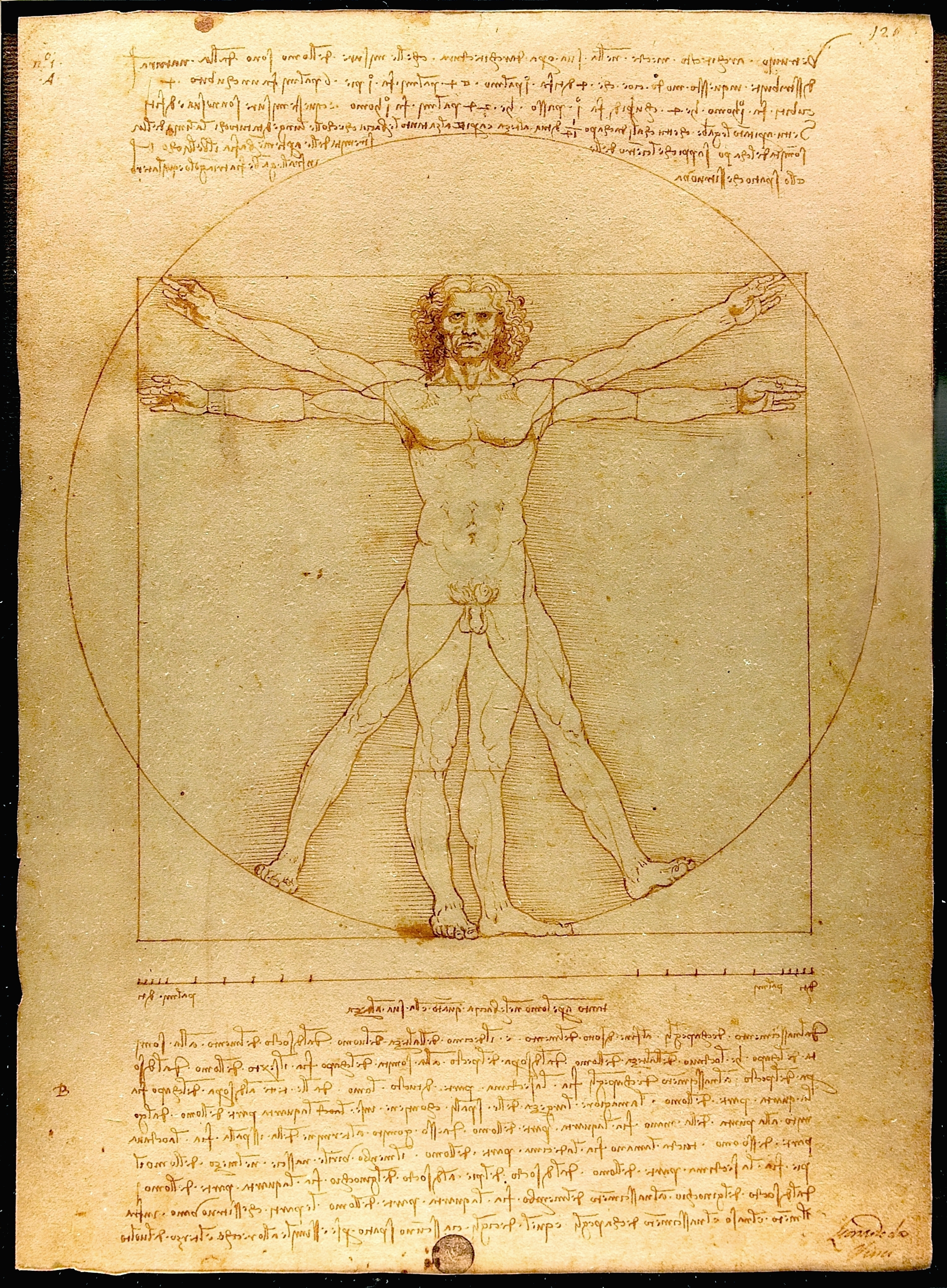
Vitruviusman van Leonardo da Vinci, ca. 1490, Gallerie dell'Accademia, Venetië (inv. 228)

De Mens van Vitruvius is een stelsel van lichaamsverhoudingen zoals Vitruvius die beschreef in zijn De architectura. Een Vitruviusman is een afbeelding van een man als demonstratie van de voorschriften van Vitruvius. De bekendste Vitruviusman is een tekening van Leonardo da Vinci van omstreeks 1490, die onder meer op de Italiaanse versie van de 1 euromunt staat. De Vitruviusman wordt gezien als een symbool van het humanisme, met de mens als het middelpunt van het heelal.

## Mens van Vitruvius
Vitruvius beschreef in het Latijn in zijn geschrift "De architectura" (Boek 3, Hoofdstuk 1) de verhoudingen van het menselijk lichaam en gaf voorschriften voor tempelbouw. Hij legde uit dat het lichaam precies in een omgeschreven cirkel of vierkant met de navel als middelpunt past, respectievelijk Homo ad circulum (mens in cirkel) en Homo ad quadratum (mens in vierkant). Vitruvius ging niet in op verschillen tussen man en vrouw, maar beschreef een algemeen mannelijk lichaam.

- paragraaf 3 ... erit eaque mensura ad manus pansas: "de lengte van de uitgestrekte armen is gelijk aan de lichaamslengte". Vitruvius rekende de verhoudingen om in de totale lichaamslengte en de grootte van het hoofd, in tabelvorm:

| Afstand                               | In lichaamslengte | In lengte gezicht |
| ------------------------------------- | ----------------- | ----------------- |
| Wijd uitgestrekte armen               | 1                 | -                 |
| Haargrens tot onderkant kin (gezicht) | 1/10              | -                 |
| Hoofd                                 | 1/8               | -                 |
| Onderin nek tot haargrens             | 1/6               | -                 |
| Maximaal breedte schouders            | 1/4               | -                 |
| Midden borstkas tot kruin             | 1/4               | -                 |
| Elleboog tot vingertop                | 1/4               | -                 |
| Elleboog tot oksel                    | 1/8               | -                 |
| Lengte hand                           | 1/10              | -                 |
| Onderkant kin tot neus                | -                 | 1/3               |
| Lengte neus                           | -                 | 1/3               |
| Haargrens tot wenkbrauwen             | -                 | 1/3               |
| Lengte voet                           | 1/6               | -                 |

- paragraaf 8 ....palmus autem habet quattuor digitos: "een handpalm is de breedte van 4 vingers". Vitruvius rekende als volgt door - vergelijk onderstaande tabel:

een voet is de breedte van 4 handpalmen (12 inch), een kubit is de breedte van 6 palmen, de lengte van de man is 4 kubits (4 x 6 = 24 palmen).
|          | Vingerbreedte | Breedte handpalm | Lengte voet | Cubit (kleine el) | Lichaamslengte |
| -------- | ------------- | ---------------- | ----------- | ----------------- | -------------- |
| Vinger   | 1             | 1/4              | 1/16        | 1/24              | 1/96           |
| Handpalm | 4             | 1                | 1/4         | 1/6               | 1/24           |
| Voet     | 16            | 4                | 1           | 2/3               | 1/6            |
| Cubit    | 24            | 6                | 3/2         | 1                 | 1/4            |
| Lengte   | 96            | 24               | 6           | 4                 | 1              |

## Vitruviusman

### Leonardo da Vinci
De beroemde tekening van Leonardo da Vinci van de Vitruviusman was een van de ongeveer 60 illustraties die hij maakte voor De divina proportione, een traktaat van de wiskundige Luca Pacioli.
Leonardo baseerde zich op de beschrijvingen van Vitruvius maar hij voerde empirisch onderzoek uit voordat hij de tekening maakte. De tekening wordt ingedeeld bij het anatomisch onderzoek waar Leonardo dan al enige tijd mee bezig was. Voorafgaand aan de tekening nam hij systematisch lichaamsmaten van mannen op. Proportieleer werd in deze tijd meer toegepast, onder meer door Leon Battista Alberti, die er een canon (de statua) over naliet.
De tekening van 345 bij 245 mm maakte deel uit van een verzameling grafische kunst van Giuseppe Bossi die in 1822 door de Gallerie dell'Accademia van Venetië werd aangekocht.

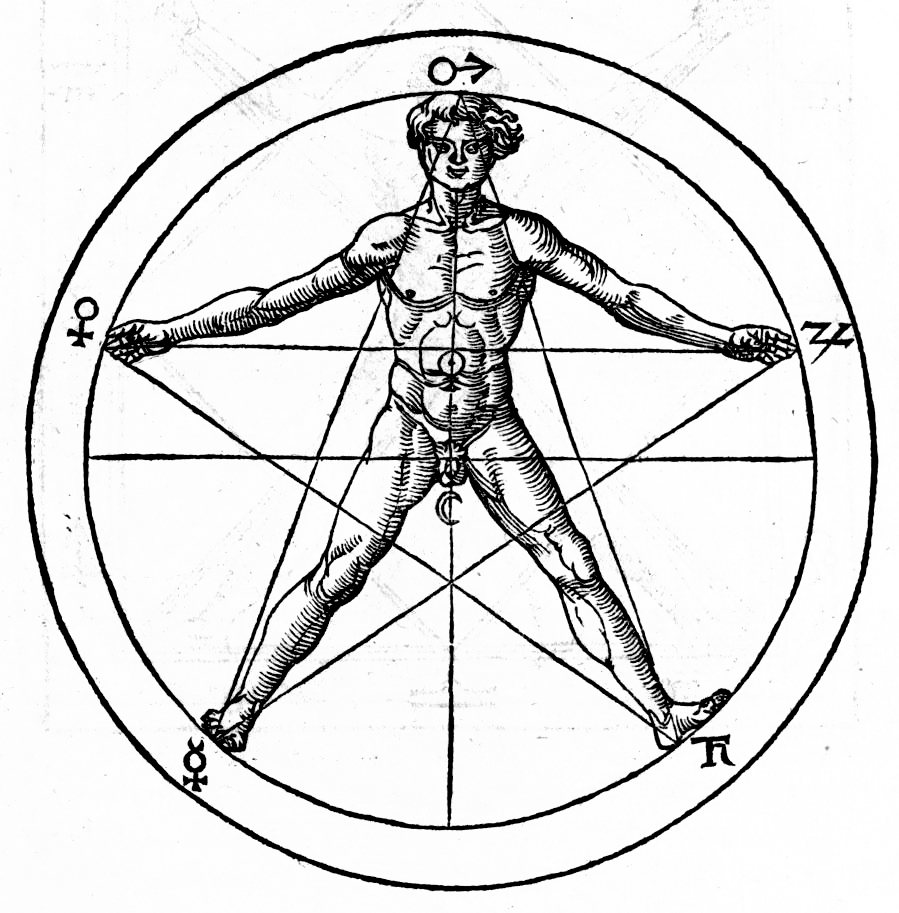
Latere pentagram-man van Heinrich Cornelius Agrippa in diens Libri tres de occulta philosophia (1533).

Volgens Leonardo's begeleidende tekst in spiegelschrift is de tekening een studie naar Vitruvius van het (mannelijke) menselijk lichaam, maar de tekening wijkt enigszins af van de conventies die Vitruvius definieerde als Homo ad circulum (mens in cirkel) en Homo ad quadratum (mens in vierkant). Volgens Frank Zöllner plaatste Leonardo vraagtekens bij de maten volgens de metrologische conventie van de antieken. Als centrum nam Da Vinci voor de homo ad circulum de navel (volgens de conventies) maar voor de homo ad quadratum de genitaliën. De tekening geldt als een schoolvoorbeeld voor het streven naar wiskundige exactheid in de kunst. Het bijschrift van de tekening is opgesteld in spiegelschrift, zoals het leeuwendeel van de nalatenschap van Leonardo. Hij hechtte aan meetkunde: Non mi legga chi non è matematico nelli mia principi, "Lees me niet die geen wiskundige is in mijn beginselen".
De Vitruviusman van Leonardo wordt vaak ingeroepen als illustratie van de gulden snede, maar als men over een afbeelding zonder vervormingen beschikt kan men nagaan dat de gulden snede een cirkel oplevert die veel te groot is. Voor de straal van de ware cirkel, m.a.w. de hoogte van de navel, vindt men een waarde die ongeveer 0,60622 keer de lichaamshoogte is. Ook wordt hij vaak genoemd in verband met een pentagon of een pentagram, maar dat is een verwarring met de latere pentagram-man van Heinrich Cornelius Agrippa von Nettesheim.

#### Bijschrift tekening
Leonardo da Vinci schreef boven en onder zijn tekening van de Vitruviusman in spiegelschrift een tekst in het Italiaans, waarin hij uitlegt dat hij de voorschriften van Vitruvius volgt in de lichaamsverhoudingen. De tekst luidt met uitgeschreven abbreviaturen en vertaling:
| Regels                        | Italiaans | Vertaling |
| ----------------------------- | --- | --- |
| 1 - 2                         | Vetruvio architetto mette nella sua opera d'architettura, chelle misure del' homo sono dalla natura distribuite inquesto modo certo (?),                    | Vitruvius de architect zegt in zijn werk over architectuur, dat de maten van het menselijk lichaam door de natuur als volgt zijn verdeeld:                                       |
| 2 - 3                         | che 4 diti fa 1 palmo, et 4 palmi fa 1 pie, et 6 palmi fa un chubito, 4 cubits fa 1 homo,                                                                   | 4 vingers vormen samen een palm of handbreedte, en 4 handbreedten vormen 1 voet, en 6 handbreedten vormen 1 onderarm of el, 4 ellen vormen 1 manslengte                          |
| 3                             | he 4 chubits fa 1 passo, he 24 palmi fa 1 homo, la sua lunghezza è di 96 dita.                                                                              | En 4 ellen vormen 1 pas, 24 handbreedten een man, zijn lengte is dus 96 (Novanta Sei) vingerbreedtes.                                                                            |
| 4                             | Settu apri tanto le gambe chettu chali da chapo 1/14 di tua altezza e apri                                                                                  | Men moet weten dat als je je benen zover spreidt dat je lichaamshoogte met 1/14 minder wordt                                                                                     |
| 4 - 5                         | e alza tanto le bracia che cholle lunge dita tu tochi la linia di somita del chapo,                                                                         | en je armen zover opheft, dat je middelvingers zich op het niveau van de kruin bevinden,                                                                                         |
| 5                             | sappi che, 'l centro delle stremita delle aperte membra fia il belico.                                                                                      | het centrum van de uitgespreide ledematen zich bij de navel bevindt. |
| 5 - 6                         | E lo spatio che si truova infra le gambe sia triangolo equalatero.                                                                                          | En de ruimte tussen de benen is een gelijkzijdig driehoek. |
| Tekening                      | | |
| rechte lijn met maatstreepjes | | |
| 7                             | digiti palmi palmi digiti | (bijschrift) vingers palmen palmen vingers |
| 8                             | Tanto aper(to) l'homo nelle braccia, quanto è la sua altezza.                                                                                               | De lengte van de uitgespreide armen van een mens is gelijk aan zijn hoogte. |
| 9 - 10                        | Da 'l nascemento de chapegli al fine d'sotto è il decimo dell'altezza del'uomo dalds otto selmento alla somita di lanpe he l'octuavo dell'altezza dell'omo. | Van de haarwortels tot de onderkant van de kin is het een tiende deel van de totale lengte, van de onderkant van de kin tot de kruin is het een achtste deel van het totaal.     |
| 10                            | D'al sopra del'pecto alla somito del chaposia il sexto dell'omo.                                                                                            | Van de bovenkant van de borstkas tot de kruin is het een zesde deel van een menslengte.                                                                                          |
| 10 - 11                       | Alla sopra del pecto al nasciamento de capegli sia la settima parte di tutte ll'omo                                                                         | Van de bovenkant van de borstkas tot de haarwortels is het een zevende deel van de totale mens.                                                                                  |
| 11 - 12                       | da'lle tette alds'opra del chapo fa la quarta parte dell'omo                                                                                                | Van de tepels tot de kruin is het een vierde deel van een mens. |
| 12                            | la maggiore largezza delle spalli chontiene (enfe lnoch) la quarta parte dell'omo.                                                                          | De maximale breedte van de schouders is het vierde deel van een manshoogte. |
| 12 - 14                       | D'al somito alla punto della mano fa la decima parte dell'omo, questo somito al termine della aspalla sia la octava parte desso'omo                         | Van de elleboog tot de top van de middelvinger is het een vijfde deel en van de elleboog tot de okselholte is het een achtste deel van een manshoogte.                           |
| 14                            | tutta la mano fa la decima parte dell'omo. Il memb(r)o virile nascere nel mezzo del'omo.                                                                    | De gehele hand is 1/10 van de man. Het begin van de genitaliën markeert het midden van de mens.                                                                                  |
| 15                            | Il Pie sia la settima parte dell'omo. Dals'otto del pie ald'otto del ginochio fa la quarte parte dell'omo.                                                  | De voet is het zevende deel. Van de voetzool tot net onder de knie is een vierde deel van de mens.                                                                               |
| 16                            | Dals otto del chinochio al nascermento del memb(r)o sia la quarte parte dell'omo.                                                                           | Van onder de knie tot waar de penis begint is het vierde deel van de man. |
| 16 - 17                       | (Le parte che se truovano infra il meto del naso el nascermeto de chapegli equel de cigli ciascuno uno spatie essimile all'orechio terzo del volto)         | De afstand van de onderkant van de kin tot de neus en van de haarwortels tot de wenkbrauwen is in beide gevallen gelijk en bedraagt, evenals het oor, een derde van het gezicht. |

### Andere interpretaties

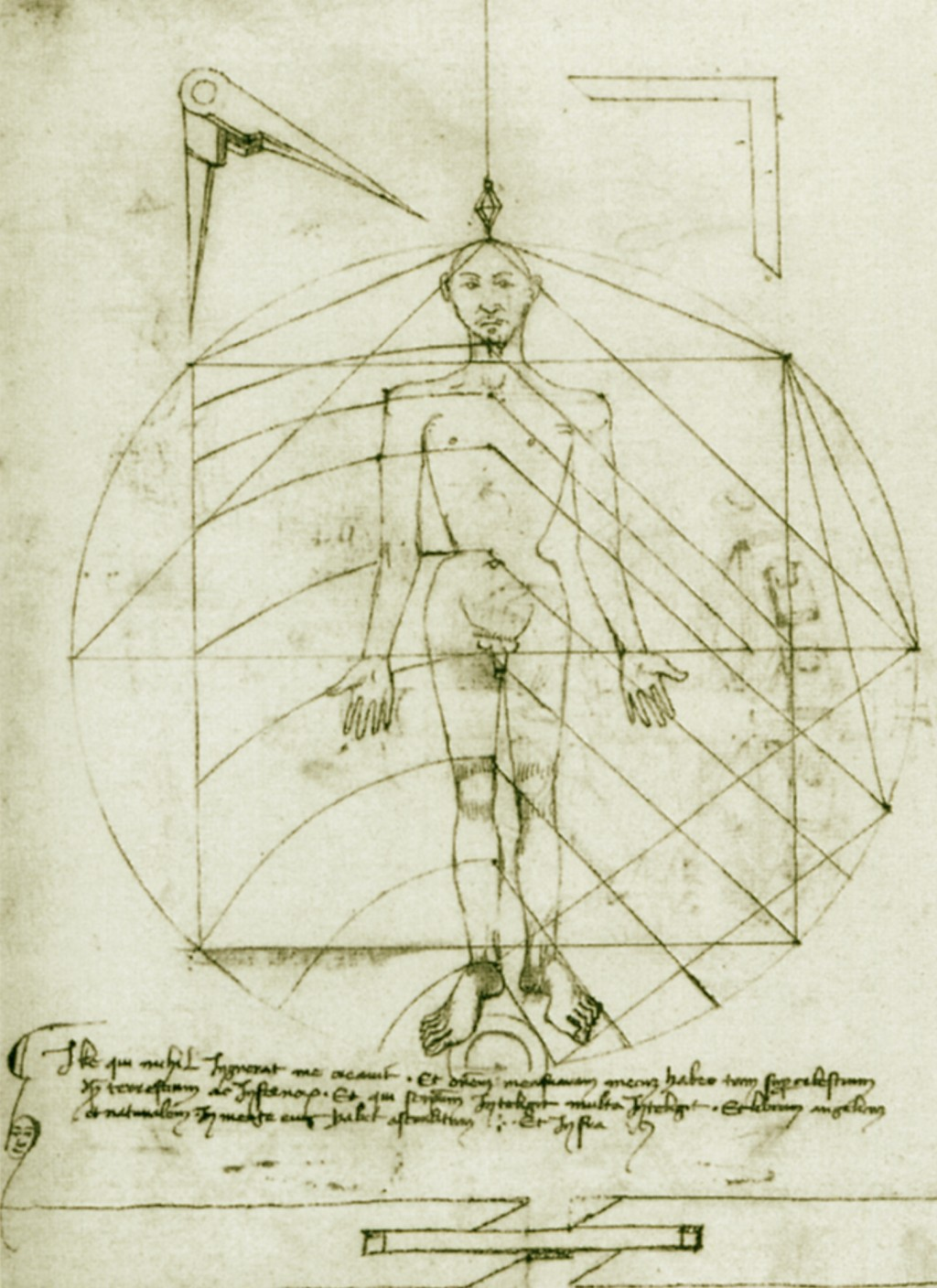
Mariano di Jacopo bekend als Taccola, Verhoudingen van het menselijk lichaam Vitruviusman. Instituto e Museo di Storia della Scienza, Florence
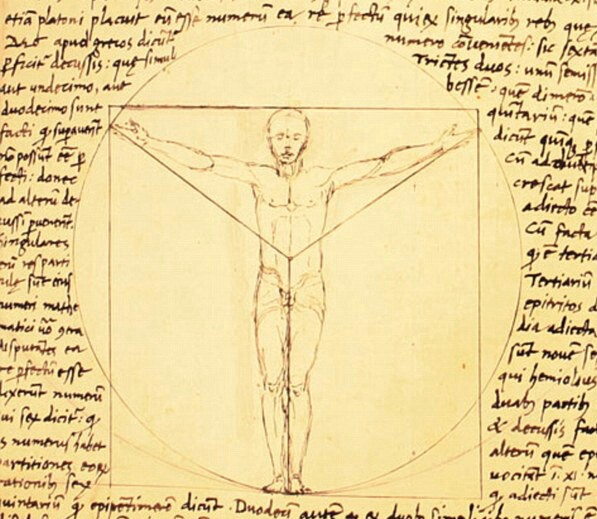
Een Vitruvian Man prototype door Giacomo Andrea, 1480er jaren
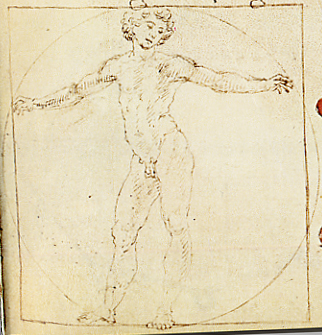
Tekening door Francesco di Giorgio Martini (1439 - 1502)
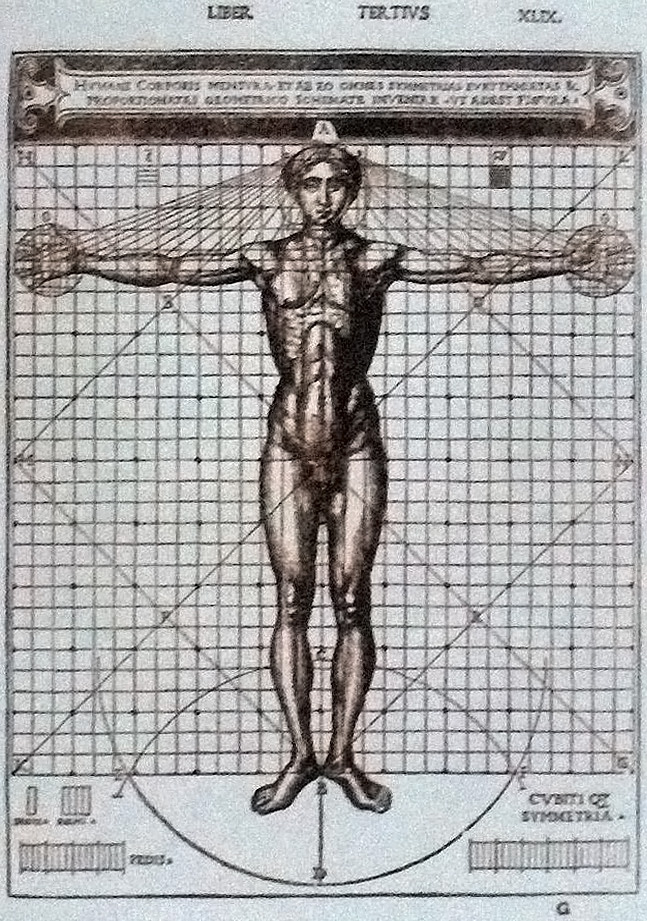
Illustratie in de uitgave van Vitruvius' De Architectura door Cesare Cesariano, Como, Gottardus da Ponte, 1521.
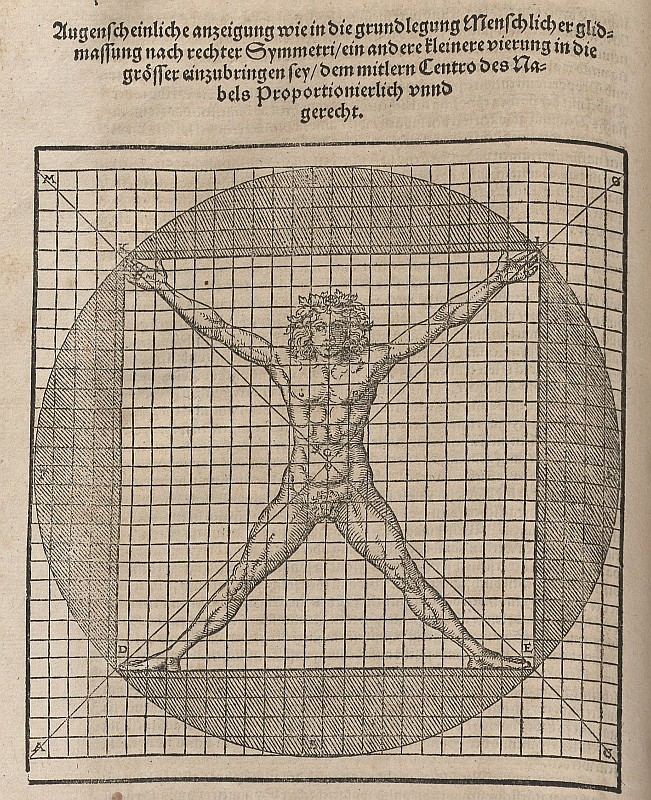
Illustratie door Walther Hermann Ryff, 1575

Moderne hommages aan Leonardo da Vinci

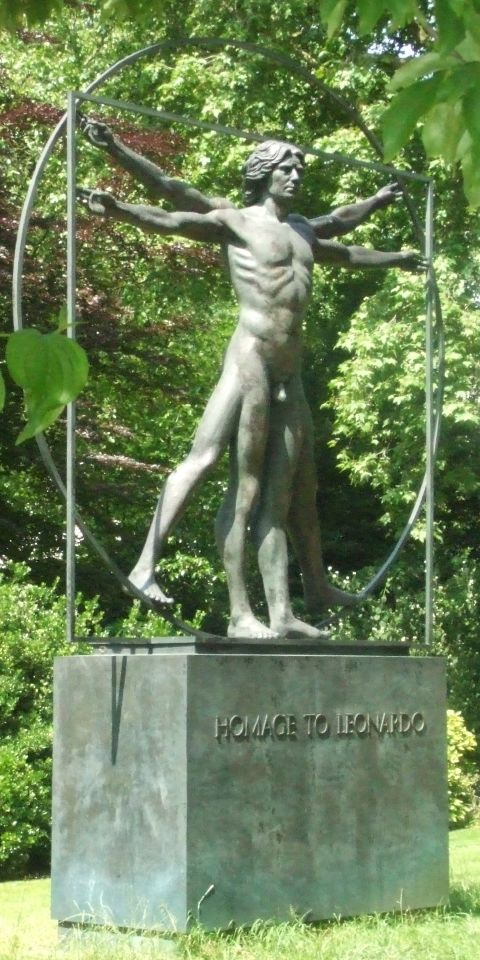
Sculptuur Hommage aan Leonardo (The Vitruvian Man) 1982 door Enzo Plazzotta in Belgrave Square in Londen
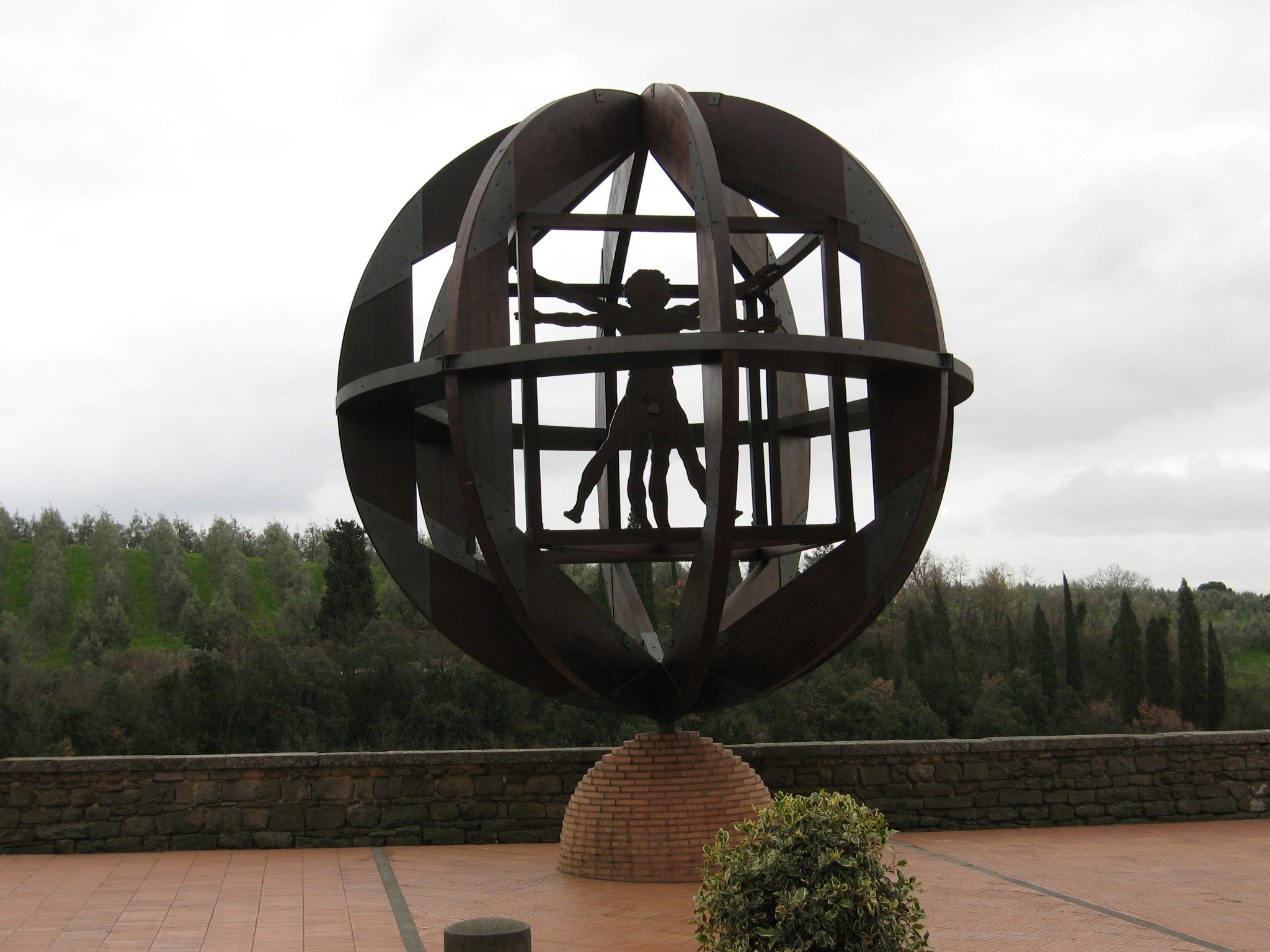
Vitruvian man, Leonardo da Vinci, Florence, panoramio
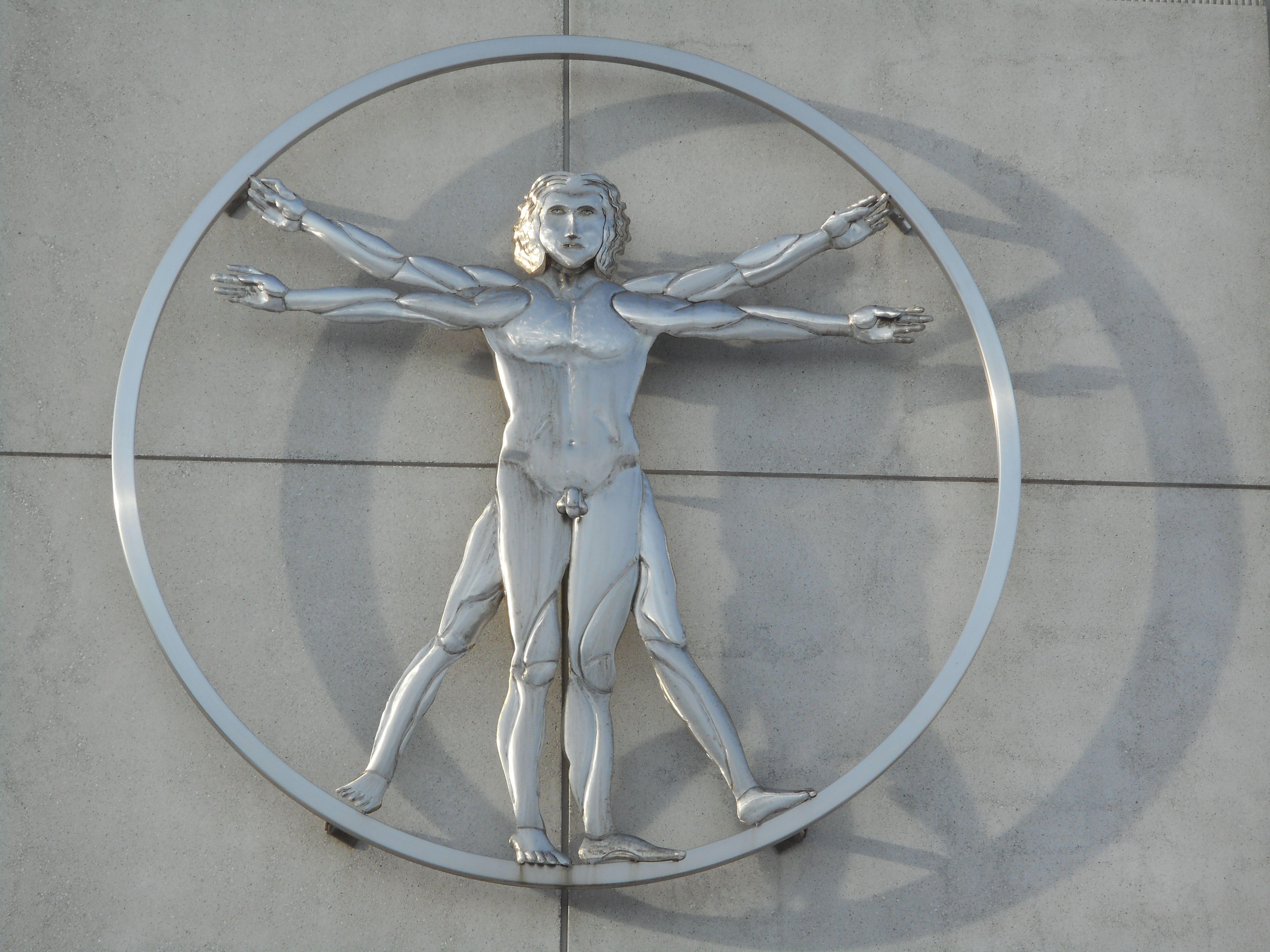
Het Centre Leonardo da Vinci, gelegen in het hart van het administratieve district Saint-Léonard, Quebec
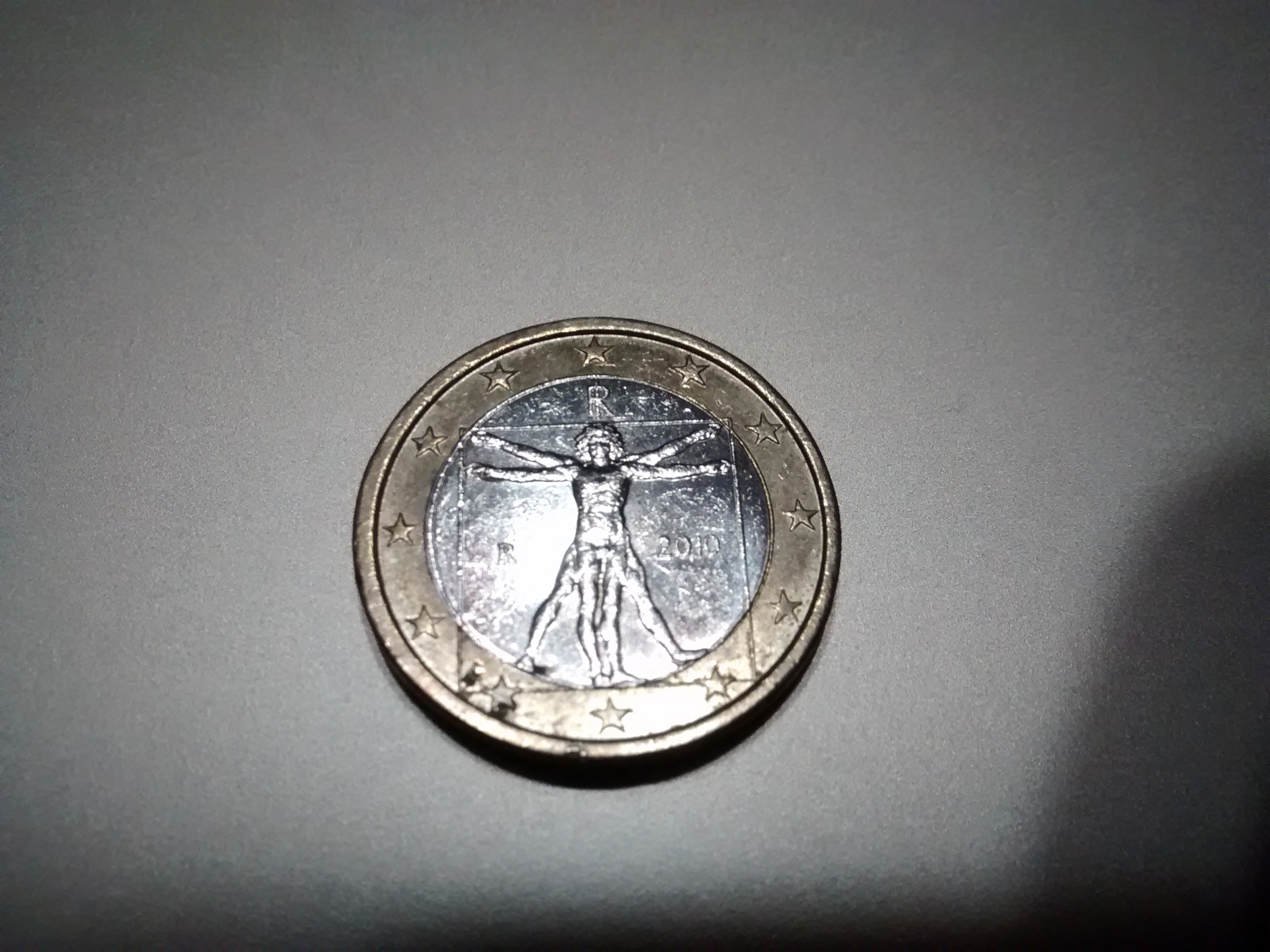
Kopzijde Euromunt, 2010.

## Publicaties
- 1511 - Vitruvius: De architectura, eerste gedrukte versie in het Latijn met twee tekeningen van de Man van Vitruvius.[10]
- 1521 - Italiaanse vertaling van De architectura met een houtsnede die een Vitruviusman uitbeeldt. Deze heeft buiten proportie vallende voeten en handen om hem in zowel het vierkant als de cirkel te kunnen plaatsen.[10]
- 1684 - C. Perrault: Les dix livres d'architecture de Vitruve, Corrigés et traduits en 1684, Parijs.
- 1962 - F. Grancher, ed.: Vitruvius, De Architctura libri, London.
- 1985 - H. Knell: Vitruvs Architecturstheorie, Versuch einer Interpretation, Darmstadt.
- 1989 - J.J. Coulton, ed.: Modules and Measurements in Ancient Design and Modern Scholarship, H. Geertman & J.J. De Jong, Leiden, pp. 85 – 89
- 1999 - Ton Peters: Vitruvius, Handboek bouwkunde, Amsterdam.
- 2014 - H. Anna Suh: Leonardo da Vinci, Schetsen & aantekeningen, Librero, Kerkdriel.

- Bibliothèque nationale de France: cb16978817v (data)
- Gemeinsame Normdatei: 4447774-0
- Library of Congress Control Number: n2010012276
- Nationale Bibliotheek van Israël: 987007568068205171
- Système universitaire de documentation: 147189195
- Virtual International Authority File: 178395028